# Pterolophia jugosa
Pterolophia jugosa är en skalbaggsart som beskrevs av Bates 1873. Pterolophia jugosa ingår i släktet Pterolophia och familjen långhorningar. Inga underarter finns listade i Catalogue of Life.